# 若鮋杜父魚
若鮋杜父魚（學名：Scorpaenichthys marmoratus），又名雲斑鮋杜父魚、大頭杜父魚、云石光皮鲉或石纹鲉，是北美洲太平洋海岸特有的一種杜父魚科魚類，它是该科最大的一种鱼，也是鮋杜父魚屬的唯一一种。

## 特徵
若鮋杜父魚沒有鱗片，由眼睛至兩頰有一很闊的骨質支撐。一般而言，它們背鰭上有11條刺。若鮋杜父魚在眼前有一頓的刺，臀鰭上有柔軟的鰭條，吻有肉質的皮瓣。眼睛底下的皮瓣較長。嘴很闊，有很多細小的牙齒。顏色各有不同，一般都呈褐色、綠色及紅色斑駁。超過90%的紅魚是雄性，而超過90%的綠魚是雌性。
其体长可达99 cm（39英寸），重14（31磅），捕获的最大个体甚至重达25磅（11）。

## 分佈及棲息地
若鮋杜父魚分佈北英屬哥倫比亞至加利福尼亞州南部。它們經常出沒於淺水至中等深度的海藻森林。

## 漁獲
若鮋杜父魚主要吃甲殼類、軟體動物、魚類及魚卵。它們是加利福尼亞州中部水域重要的休閒垂釣魚類。它們是極好的食物，年間也會不規則地被捕獵。若鮋杜父魚棲息在與石頭魚及長蛇齒單線魚相對的岩架頂上。